# Agatha Jeruto
Agatha Jeruto Kimaswai, née le 2 avril 1994, est une athlète kényane.

## Carrière
Agatha Jeruto est médaillée de bronze du 800 mètres aux Championnats d'Afrique d'athlétisme 2014 à Marrakech et médaillée d'argent du relais 4 × 800 mètres aux Relais mondiaux 2014 à Nassau.